# Делоски морски съюз
Делоският морски съюз, наричан още Делоска симахия, Делоска лига, Първи атински съюз или Атинско архе, представлява обединение на древногръцки полиси начело с Древна Атина. Основан е през 478 пр.н.е. след победите при Маратон, Саламин и Платея.
Названието Делоски съюз е съвременно, древните източници го наричат просто „симахия“ (съюз) или „Атина и нейните съюзници“. Свързано е с беломорския остров Делос в чието светилище съюзниците провеждали събранията си и първоначално държали Съюзната каса.

## История на съюза
След края на Персийските войни Спарта постепенно се изтегля от неформалното обединение на елинските полиси, довело войната до успешна развръзка. Основна причина за това става поведението на спартанския стратег Павзаний, който продължава да води военната кампания в Кипър и малоазийското крайбрежие с необичайна жестокост. Тираничният му начин на ръководене става неприемлив за йонийските полиси, които се отдръпват от съюза и опирайки се на родството си, молят Атина да поеме ръководството над делата им. Лакедемонците от своя страна се вслушват в оплакванията на съюзниците си и скоро след това отзовават Павзаний, обвинявайки го в съпричастност с персите. Съюзът повече не приема спартански войски на ръководните позиции, а лакедемонците, водени от страх от поквара престават да пращат военачалници и напълно се изтеглят от съюзните дела.
Така Атина поема командването на съюза от елински полиси. Обединението първоначално цели да защити интересите на малоазийските йонийски полиси, пострадали най-много от набезите на персийския цар и да опустоши земите му в отплата за бедите покрай скорошните Гръко-персийски войни.
Военният съюз печели някои победи срещу персите, като например при Ейон в Тракийски Херсонес и при Евримедон, вследствие на което персийските гарнизони там са изтеглени. Към 450 г. пр.н.е. Персийската империя се съгласява да сключи мир с гърците и сфера й на влияние е ограничена.
Въпреки формалното равенство на всички членове на съюза, постепенно Атина поема първенството и през 454 пр.н.е. управляващият я стратег Перикъл пренася хазната там. 
Атина е начело на командването на федеративните войски и флота и взема инициативата в свои ръце, като нерядко използва надмощието си срещу недоволни съюзници. Първи островите Наксос и Тасос правят опит да напуснат съюза, но са подчинени. По-късно въстават жителите на Митилена от Лесбос през 428 – 7 г. пр.н.е., които с помощта на Спарта и Беотия започват приготовления да се откъснат от опеката на Атина. Известени за бунта, атиняните изпращат 40 триери срещу града и блокират пристанищата му. Митилена се предава, заплашена от глад, и жителите ѝ са наказани жестоко.. Особено фрапиращи са събитията на остров Егина, който е насила присъединен към съюза.
Делоският съюз престава да съществува през 404 пр.н.е. след поражението на Атина в Пелопонеските войни.

## Съюзни полиси
В съюза членуват предимно крайбрежни и намиращи се на острови градове и прилежащите им територии. По различно време в него влизат между 150 и 330 морски полиса. Съюзът включва гръцки градове от йонийското и еолийското малоазиатско крайбрежие, Цикладските острови, Беломорието при Тракия и Македония, Хелеспонт и Пропонтида, както и черноморски гръцки колонии. Някои по-известни членове са Древна Атина, Византион, островите Егина, Тасос, Лесбос, Хиос, Самос, Наксос и Парос.
По това време Делоският съюз не е единственото подобно обединение. Древна Спарта и съюзните ѝ полиси отказват да се включат в него и остават в Пелопонеския съюз, но надмощието на Спарта е разклатено, а Атина и Делоският съюз не само се изравняват по положение с нея и сателитите й, но и се стремят към всеобщо надмощие.

## Годишен трибут
Членовете на съюза са длъжни да плащат трибут – ежегодна вноска, наречена симахикос форос за построяване и поддръжка на обща флота. Той е определян съобразно богатството на участващите полиси, групирани в 6 окръга, а размерът му се коригира на всеки 4 години. Годишната вноска първоначално е до 460 таланта, определена от атинския политик и военачалник Аристид, един от основателите на съюза, но е увеличена на до 1500 таланта през 425 г. пр.н.е.
Общата хазна на съюза се пази на остров Делос в храма на Аполон, а след 454 г. е пренесена в атинския акропол. Епиграфските списъци, които описват селищата, от които се събират годишните вноски на Делоския морски съюз и дължимите суми са важен исторически документ от Класическата епоха 

## Последици
Освен военните победи, функционирането на съюза води и до други, по-дългосрочни последици от икономически и политически характер, като приемането на Атина от другите полиси, като пример за подражание, с нейното демократическо политическо устройство. Освен това членовете на съюза имат възможност да се обръщат към атинските съдилища.
Пиратството в Егейско море е неутрализирано, а търговията между полисите се оживява, което се дължи отчасти и на възприемането на атинската сребърна тетрадрахма като обща парична единица и на стандартизирането (уеднаквяването) на мерните единици. Засилват се и културните връзки и се разпространяват идеите на местните философски школи.